# Chaławy
Chaławy [pronunciación en polaco: /xaˈwavɨ/] es un pueblo ubicado en el distrito administrativo de Gmina Brodnica, dentro del Distrito de Śrem, Voivodato de Gran Polonia, en el oeste de Polonia central. Se encuentra aproximadamente a 4 kilómetros al oeste de Brodnica, a 13 kilómetros al noroeste de Śrem, y a 30 kilómetros al sur de la capital regional Poznań.
El pueblo tiene una población de 320.